# 3-pentanamina
La 3-pentanamina, también llamada 3-pentilamina o 3-aminopentano, es una amina primaria con fórmula molecular C5H13N.

## Propiedades físicas y químicas
La 3-pentanamina es un líquido cuyo punto de ebullición es de 90 °C —similar al de la 2-pentanamina pero unos 15 °C inferior al de la 1-pentanamina— y su punto de fusión es de -58 °C, siendo este último dato un valor estimado.
Alcanza el punto de inflamabilidad —temperatura mínima a la que los vapores de un fluido se inflaman en presencia de una fuente de ignición— a 2 °C.
Posee una densidad inferior a la del agua (0,748 g/cm³).
Al igual que otras pentanaminas, la 3-pentanamina es soluble en agua, en proporción de 1,1 × 105 mg/L. No obstante, el valor del logaritmo de su coeficiente de reparto, logP = 1,28, indica que es unas veinte veces soluble en disolventes hidrófobos que en hidrófilos.
La superficie polar (PSA) de la molécula de 3-pentanamina es de 26 Å2.

## Metabolismo
Esta amina es un metabolito observado en el metabolismo del cáncer.

## Síntesis y usos
La 3-pentanamina se puede obtener por la reacción entre formato de amonio, ácido acético y 3-pentanona.
A su vez, se usa en la síntesis de pendimethalin, compuesto utilizado como herbicida.
También se ha utilizado como estándar interno en la monitorización de aziridina y 2-chloroetilamina de ingredientes farmacéuticamente activos mediante la técnica de cromatografía en fase gaseosa-espectrometría de masas.

## Precauciones
La 3-pentanamina es un compuesto inflamable y corrosivo que irrita la piel, los ojos y el aparato respiratorio, por lo que resulta tóxico cuando se inhala o se ingiere.
El contacto con este compuesto puede producir quemaduras en ojos y piel.